# Jayne Casey
Jayne Casey fue una vez conocida por ser la cantante del grupo punk Big In Japan y los post-punk/new wave Pink Military y Pink Factory.

## Biografía
Nació en una familia de clase trabajadora y la dejó a los 14 años. Para la época del punk, ella se vio envuelta en una escena musical que daría forma tanto a este estilo como al que seguiría (el new wave, con los subgéneros synthpop y post-punk); ella frecuentaría el Eric's Club (el Club de Eric) de Liverpool, donde conoció a Bill Drummond, Julian Cope y Ian McCulloch. Con el primero formaría la banda punk Big In Japan, apreciada por el público pero nunca reconocida; se haría destacada en el grupo por ser una mujer que lleve la cabeza rapada. Luego del rompimiento de este grupo, forma Pink Military, con un carácter post-punk o gótico que caracterizó a grupos como The Cure o Bauhaus, como lo demuestra en sus sencillos lanzados entre 1979 y 1980; de ahí forma Pink Industry, con un carácter más electrónico. De ahí dejó la música y se dedicó a hacer otras actividades artísticas en Liverpool. En los años noventa fue parte de la escena techno, colaborando con G Love en la canción "You've Got The Love".